# Joseph James Fletcher
Joseph James Fletcher (7 de enero de 1850 – 15 de mayo de 1926) fue un biólogo, zoólogo, profesor, editor australiano, ganador de la medalla Clarke de 1921.

## Biografía
Fletcher era aborigen de Auckland, Nueva Zelanda, hijo del Rev. Joseph Horner Fletcher, un sacerdote metodista, y de su esposa Kate Green. En 1861, la familia arribó a Australia; y, tras cuatro años en Queensland (donde Joseph James estudió en el Ipswich Grammar School), el Rev. Fletcher obtuvo en Sídney ser párroco principal del Newington College, de 1865 a 1887. Así, J. J. Fletcher completó su escolarización en Newington (de 1865 a 1867) y luego pasó a la Universidad de Sídney graduándose en 1870, de BA; y, de MA en 1876. Entre esos años, fue maestro en el Wesley College, de Melbourne, bajo el Profesor M. H. Irving. Como en Australia, no existía un título en ciencias, en 1876 renunció a Wesley y se fue a Londres, inicialmente estudiando en la Real Escuela de Minas y en el University College de Londres, de la Universidad de Londres donde estudió biología, obteniendo su grado de BSc. Estudió por un tiempo en la Universidad de Cambridge; y, en 1881 publica su primer artículo.
En 1881, Fletcher decidió regresar a Australia y, antes de abandonar Inglaterra, preparó un Catalogue of Papers and Works relating to the Mammalian orders, Marsupialla and Monotremata, que se publicó en Sídney poco después de su llegada. Como en Sídney no había vacantes para jóvenes científicos en ese período, por lo que Fletcher se unió al personal del Newington College, donde su padre aún era el director. Pasó cuatro años en la escuela; y, fue un maestro exitoso, alentando a sus alumnos a descubrir cosas por sí mismos en lugar de simplemente tratar de recordar lo que su maestro les había dicho. Durante ese período se unió a la Linnean Society of New South Wales, a través de Sir William Macleay; y, en 1885 se le dio el cargo de director y bibliotecario de la sociedad. Ese título fue posteriormente cambiado a secretario. Comenzó sus funciones el 1 de enero de 1886 y durante más de 33 años dedicó su vida al servicio de la sociedad. Durante ese período, editó 33 v. de  Proceedings  con el mayor cuidado.
Fletcher también publicó, en 1892 una selección de Sermons, Addresses and Essays de su padre, con un bosquejo biográfico; y, en 1893 editó "The Macleay Memorial Volume", para el que escribió una excelente memoria de Macleay. Él había hecho un buen trabajo de investigación en relación con la embriología de los marsupiales, y de lombrices australianas. Más tarde, trabajó sobre anfibios, de los que finalmente se convirtió en una autoridad. 
En enero de 1900, fue presidente de la sección de biología en la reunión de la  Asociación para el Avance de la Ciencia australiana y neozelandesa (ANZAAS), y eligió para el tema de su discurso "El ascenso y el progreso inicial de nuestro conocimiento de la fauna australiana", una obra de mucho valor para todos los interesados en la historia de la investigación en la historia natural de Australia. Además de ser secretario de la Sociedad Linneana; y, editor de sus Actas, Fletcher fue un ejecutor de la voluntad de Macleay y tuvo mucho trabajo para llevar a cabo las disposiciones de la misma ya que surgieron dificultades financieras y legales en relación con el nombramiento de un bacteriólogo y la fundación de las becas de investigación.
En sus últimos años, Fletcher dedicó cada vez más tiempo a la botánica e hizo un trabajo importante en acacias, grevilleas y Loranthaceae. El 31 de marzo de 1919 renunció a su cargo de secretario de la Sociedad Linneana; y, fue elegido presidente en 1920 y en 1921. Su discurso en "The Society's Heritage from the Macleays", un registro muy interesante, ocupa casi 70 páginas en el volumen XLV de los Proceedings. Después de un accidente en 1922, estuvo muy confinado en su hogar por el resto de su vida. Reformó y completó la organización y el etiquetado de su propia colección zoológica en 1923 antes de presentarla al Museo Australiano. Fletcher también donó más de 300 libros y folletos a la Biblioteca Mitchell. Fletcher murió repentinamente en su casa en Hunters Hill, Nueva Gales del Sur en 1926, dejando a su viuda. 

## Obra

### Algunas publicaciones
- joseph james Fletcher. 2018. The Macleay Memorial Volume (reimpreso) Editor Fb&c Ltd. 452 p. ISBN 0267145624, ISBN 9780267145621

## Honores

### Galardones
- 1921: medalla Clarke por la Royal Society of New South Wales.

### Eponimia
Orden Anura
- Limnodynastes fletcheri Boulenger 1888
- Lechriodus fletcheri Boulenger 1890

## Abreviatura (zoología)
La abreviatura Fletcher  se emplea para indicar a Joseph James Fletcher como autoridad en la descripción y taxonomía en zoología.